# Armata 5,5-calowa
Armata 5,5-calowa (BL 5.5 inch Medium Gun) – brytyjska armata polowa kalibru 140 mm używana w okresie II wojny światowej.
W styczniu 1939 armia brytyjska zamówiła nową armatę mającą zastąpić używane dotychczas 6-calowe armaty i haubice. Nowa broń weszła do użycia w 1942. Początkowo zasięg nowej armaty był uważany za niewystarczający ale szybko skorygowano ten problem wprowadzając do użycia amunicję z pociskami lżejszymi o 20 funtów (9 kg). Po zakończeniu wojny armaty 5,5-calowe zostały zastąpione haubicami FH-70.
Armaty 139,7 mm znajdowały się na wyposażeniu jednostek Polskich Sił Zbrojnych na Zachodzie: 10 Pułku Artylerii Ciężkiej i 13 Pułku Artylerii Ciężkiej wchodzących w skład 2 Korpusu Polskiego.

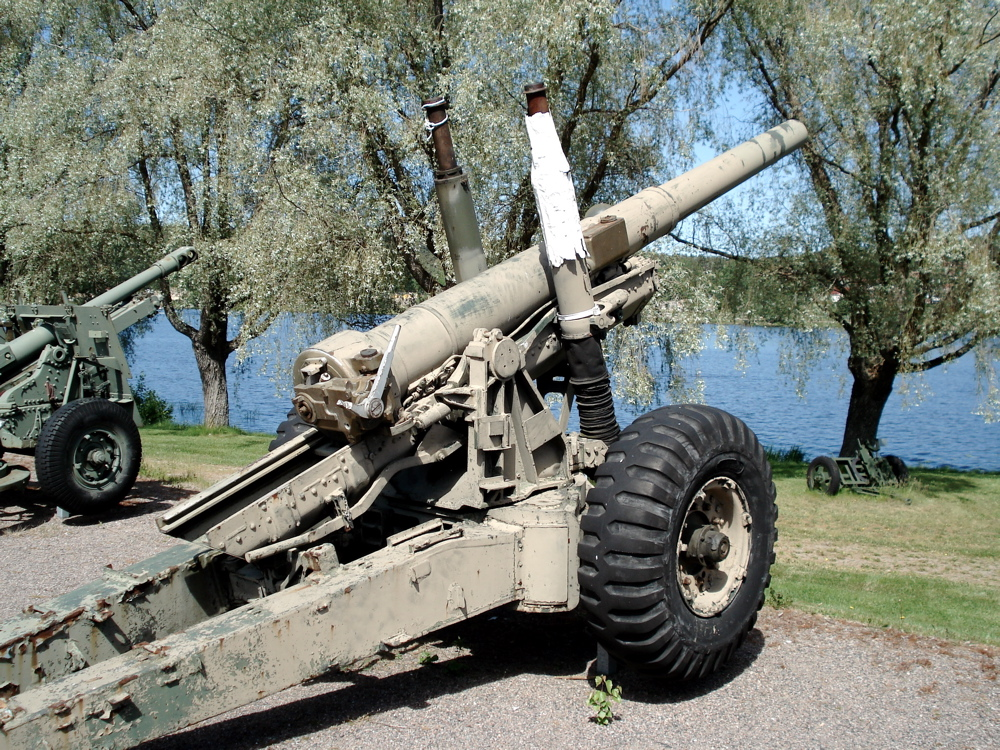